# (13326) Ferri
(13326) Ferri (1998 SH23) – planetoida z pasa głównego asteroid okrążająca Słońce w ciągu 5,58 lat w średniej odległości 3,14 j.a. Odkryta 17 września 1998 roku.